# Jan Brueghel den ældre
Jan Brueghel den ældre (født 1568, død 13. januar 1625) var en nederlandsk maler født i Brussel. Han malede blomster, landskaber og Edens have i emaljelignede malerier, hvilket gav ham tilnavnet "Fløjls-Brueghel". Som søn af maleren Pieter Bruegel den ældre var han en del af den kendte Brueghel-familie. Han fik sønnerne Jan Brueghel den yngre og Ambrosius Brueghel, der ligeledes blev kendte malere. 

## Opvækst og karriere
Faderen Pieter Bruegel den ældre døde i 1569 året efter Jan Brueghel den ældres fødsel, og Jan Brueghel voksede op sammen med sin bror Pieter Bruegel den yngre og søsteren Marie hos bestemoderen Mayken Verhulst, som var enke efter Pieter Coecke van Aelst. Hun var også kunstner og var ifølge Karel van Mander, muligvis den første lærer for de to børnebørn. Familien flyttede til Antwerpen nogen tid efter 1578.
Jan Brueghel malede flere landskabsbilleder i lille format men med stor detailrigdom, ofte menneskefigurer og dyr. Motiverne var ofte bibelske og mytologiske samt scener fra hverdagslivet. Han malede endvidere stilleben-malerier, typisk blomster i vaser.
Udover sin egen produktion samarbejdede Bruegel med andre malere, blandt andet sin nære ven Peter Paul Rubens. Han bistod bl.a. ved at male landskabet og blomsterne i Rubens' maleri De tre gratier. 
Jan Bruegel den ældre døde i 1625 i Antwerpen af kolera.

## Galleri
- Fiskemarkedet, 1603
- Achelous' fest, ca. 1615, malet i samarbejde med Rubens. Metropolitan Museum of Art, New York
- Allegori over lugtesansen, 1618
- Buket i en lervase, mellem 1599 og 1607

## Eksterne links
- Wikimedia Commons har flere filer relateret til Jan Brueghel den ældre